# Петропавлівська площа
Петропа́влівська пло́ща — площа в Оболонському районі міста Києва, місцевість Куренівка. Розташована між Кирилівською вулицею та проїздом без назви до вулиці Семена Скляренка.

## Історія
Площа відома з середини XIX століття під сучасною назвою, від церкви святих Петра і Павла (була розташована неподалік, на Сирецькій вулиці, 20, зруйнована в липні 1987 року).
З 1961 року мала назву площа Фрунзе, на честь радянського військового діяча Михайла Фрунзе. У 1980-ті роки до площі було приєднано відомий із 1-ї половини XX століття Торговий провулок.
Історичну назву площі відновлено 2014 року.
Фактично площа складається з двох частин: південної — трикутного в плані скверу (до 1960-х рр. тут діяв Куренівський ринок і було розворотне кільце трамвая), у якому з 2003 міститься храм святих апостолів Петра і Павла (УПЦ Московського патріархату), та північної, де нині розташовані Куренівський ринок, Зооринок (Пташиний ринок), трамвайне кільце і стихійний «блошиний» ринок.
На площі збереглися залишки житлової забудови кінця ХІХ століття (двоповерховий цегляний будинок № 11, так званий будинок Удовенка) та 1-ї третини ХХ століття (одноповерхові будинки № 3 і 5).

## Відомі мешканці
В одному з будинків на Петропавлівській площі минули дитячі й підліткові роки письменника Анатолія Кузнецова, про що він неодноразово згадує в автобіографічному романі Бабин Яр. Будинок не зберігся (знесений у 1960-ті роки, нині тут територія заводу «Кінап»).
Будинок № 5 на Петропавлівській площі згадується в романі А. Кузнецова як помешкання Вовки Бабарика, товариша головного героя:

Ось я виконую цю обіцянку, описуючи Вовку Бабарика, мого товариша, який зараз, коли ви читаєте ці рядки, живе там, у Києві, Петропавлівська площа, 5, — один із мільйонів учасників Другої світової війни, що лишилися в живих
Виходячи з тексту роману, будинок Кузнецових містився навпроти будинку Бабариків, але ближче до південної частини Петропавлівської площі.

## Галерея

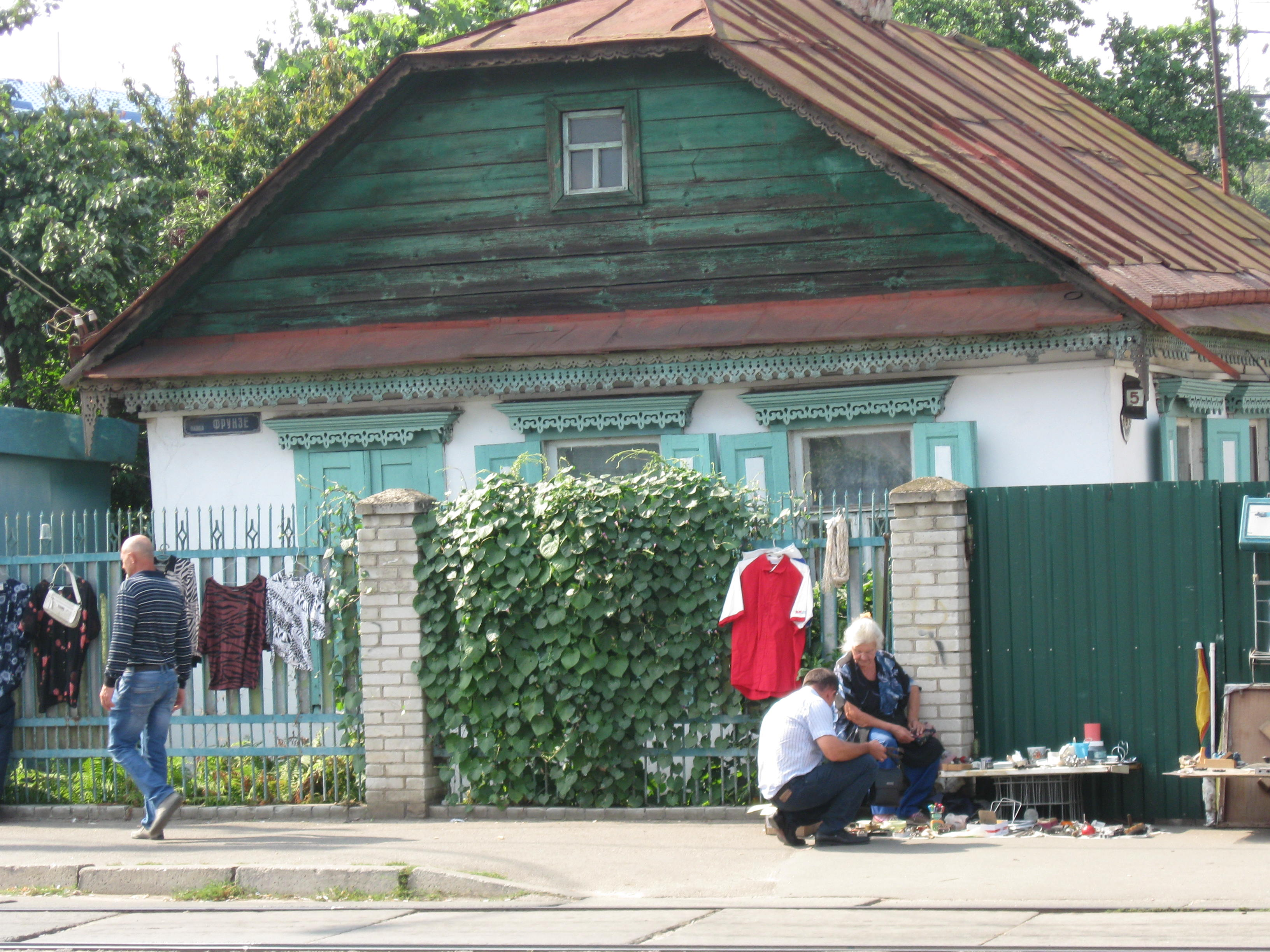
Будинок № 5 — один з останніх зразків одноповерхової забудови Петропавлівської площі 1-ї третини ХХ століття

## Додаткові факти
- На будинку № 11 до 2015 року існувала стара табличка (орієнтовно 1930-х — 1940-х років) з написом Петропавлівська площа. Такий само покажчик зберігся на будинку № 5. Таблички знову стали актуальними після повернення площі історичної назви.
- На площі з 1891 року розміщувалося розворотне трамвайне кільце (перші роки — міської залізниці на кінній тязі). Для пасажирського руху його перестали використовувати в 1971 році, трамвайні рейки в основному демонтовано в 1980-ті роки (останній відтинок завдовжки приблизно 10 м розібрано на початку 2000-х років).